# 紫喙蝶
紫喙蝶（學名：Libythea geoffroy），又名紫天狗蝶、紫長鬚蝶。是一種分布於印度與緬甸地區的蝴蝶，隸屬於蛺蝶科下的喙蝶亞科。

## 描述
雄蝶背面為淡褐色。
前翅：翅室、1a、1、2與3號翅室的基部三分之二，以及4號翅室的最基部皆瀰漫著美麗的淡紫藍色光澤；近頂端處有一列彎曲排列的三個近方形白斑。
後翅：翅室帶有紫藍色光澤，略微延伸至4、5與6號翅室；翅室下端有一條不明顯的暗橙色帶。
腹面為淡褐色。
前翅：尖端為灰色，點綴著細小暗色斑點；翅室內自基部起有一道寬大的暗橙色條紋，其後於翅室頂端有一個紫藍色橫斑；2號翅室內有一個大型圓盤狀紫藍色斑點，稍微延伸至3號翅室；彎曲排列的三個近頂端斑與背面相同，但顏色較淡且呈鈍紫色。
後翅為灰褐色，佈滿暗色斑點與橫向暗色細紋，並有較深褐色的陰影；其中部原本的暗橙色帶被一條相似的淡色清晰橫帶所取代。
觸角、頭部與腹部為淡褐色；胸部為較深的褐色，後部帶有些許綠色絨毛；腹面包括唇鬚、胸部與腹部皆為淡灰褐色。
雌蝶背面：前翅的紫色區域較暗，且僅侷限於翅的基部；翅室末端有一個方形白斑；肋脈下有一個三裂白斑；第三中室至上翅室間另有一個延長斑，位於其下方稍偏外側；另有一個大型方形圓盤斑，完整填滿第一與第三中室間的翅間區域。
後翅基部無紫色光澤，其餘與雄蝶相同。
腹面：前翅翅室為橙色，但外端終止於一個大型白斑；其他斑點與背面相同。
後翅與雄蝶相同，但所有斑紋較為模糊。（引自Lionel de Nicéville）

## 亞種
- L. g. geoffroy（爪哇、峇里、龍目、松巴哇、帝汶、韋達）
- L. g. antipoda Boisduval, 1859（新喀里多尼亞、羅雅提群島）
- L. g. batchiana  Wallace, 1869（奧比島、巴占島、哈馬黑拉島）
- L. g. ceramensis  Wallace, 1869（安汶、塞蘭）
- L. g. pulchra  Butler, 1882（新不列顛、約克公爵群島、新愛爾蘭）
- L. g. orientalis  Godman & Salvin, 1888（瓜達康納爾島）
- L. g. philippina  Staudinger, 1889（巴拉望）
- L. g. celebensis  Staudinger, 1889（蘇拉威西、邦蓋群島）
- L. g. nicevillei  Olliff, 1891（約克角半島至凱恩斯）
- L. g. sumbensis  Pagenstecher, 1896（松巴島）
- L. g. neopommerana  Pagenstecher, 1896
- L. g. alompra  Moore, 1901（緬甸、婆羅洲）
- L. g. deminuta  Fruhstorfer, 1909（達摩島、巴布爾、韋達）
- L. g. maenia  Fruhstorfer, 1909（瓦伊蓋、巴布亞-西伊里安、尤爾島）
- L. g. eugenia Fruhstorfer, 1909（卡伊群島）
- L. g. genia Waterhouse, 1938（澳洲西北部）
- L. g. howarthi  Petersen, 1968（拉納爾島）
- L. g. eborinus  Samson, 1980（所羅門群島：聖克里斯多福）